# Доманський Андрій Олегович
Андрій Олегович Доманський (нар. 16 лютого 1979, Київ) — адвокат, правозахисник, журналіст, громадсько-політичний діяч.
Голова Адвокатського об'єднання «АМАТ».

## Життєпис
Народився 16 лютого 1979 р. в м. Київ, Київська область. Корінний киянин. Закінчив школу № 246.
2001 року з відзнакою закінчив юридичний факультет Київського Національного Університету імені Тараса Шевченка. З дитинства мріяв стати лікарем, але доля розпорядилась інакше.

## Адвокатська діяльність
Розпочав свою трудову діяльність в 1998 році в Адвокатській колегії «Світло Істини», на посаді юриста. Згодом працював юрисконсультом та керівником юридичної служби на підприємствах різної форми власності.
30 травня 2002 року склав іспит в Київській обласній кваліфікаційно — дисциплінарній комісії адвокатури та отримав свідоцтво про право на заняття адвокатською діяльністю. З цього часу почав займатись адвокатською діяльністю індивідуально.
З серпня 2014 року керуючий Адвокатським бюро «Доманського Андрія».
З грудня 2016 року член Комітету захисту професійних прав адвокатів та реалізації гарантій адвокатської діяльності Ради адвокатів Київської області.
18 лютого 2017 року на Звітно-виборчій конференції адвокатів Київської області обраний до складу Кваліфікаційної палати КДКА Київської області.
22 лютого 2017 на першому засіданні Кваліфікаційної палати КДКА Київської області був обраний Заступником голови Кваліфікаційної палати.
Третейський суддя, перший заступник голови Постійно діючого третейського суду при Асоціації «Всеукраїнське об'єднання торговців транспортними засобами».
З травня 2019 року — старший партнер Адвокатського об'єднання «АМАТ».
З 2020 року — голова Адвокатського об'єднання «АМАТ».

### Резонансні справи
Справа Миколи Коханівського щодо погрому російських банків.
Справа Станіслава Краснова за участь в Революції Гідності, справа Станіслава Краснова та Оксани Краснової за блокаду окупованого Криму.
Справа Кирила Вишинского щодо державної зради.
Справа Богдана Тицького щодо «сміттєвої люстрації», щодо справи «захисту Конституції».
Справа Артура Денісултанова (Кринарі, Дінго) щодо замаху на вбивство Адама Осмаєва та Аміни Окуєвої.
Справа Василя Муравицького щодо державної зради.
Справа Кирила Малишева щодо нападу поліції на журналіста в Святошинському суді та щодо спроби вербування СБУ журналістів видання «Страна.UA».
Справа завідувачки онкогематологічного відділення КЗ «Рівненська обласна дитяча лікарня» Краков'ян Любов Іванівни.
Справа білоруського політичного біженця, журналіста і політичного діяча Карназицкого Павла Альфредовича щодо його депортації в Білорусь (справа про депортацію 2 січня 2019 р.).
Справа щодо нападу на Мустафу Найєма біля Бесарабського Ринку в Києві.
Справа Олеся Черняка на прізвисько «Гітлер».
В 1999 році представляв інтереси кандидата в президенти України Мороза О. О. у Верховному суді України у справі щодо підписних листів.

## Громадська діяльність
З вересня 2015 року автор та ведучий щотижневої радіо — програми «По Закону Обязаны» (Радіо «Голос Столиці» 106 FM, в м. Києві).
Постійний експерт та консультант різних програм Ради Європи в Україні, в тому числі був Керівником робочої групи з наукової роботи на тему: «Аналіз впливу проекту Закону України «Про державну службу» на інше законодавство України, порівняльний аналіз особливостей проходження державної служби та служби в органах місцевого самоврядування, а також правового статусу співробітників державних органів та органів місцевого самоврядування», Центру сприяння інституційного розвитку державної служби при Головному управлінні державної служби України.
Постійно залучається народними депутатами Верховної Ради України до законотворчої діяльності.
Виконавчий директор Академії Економіко-правових наук.
Бере участь у творчій діяльності адвокатської спільноти, грав ролі в спектаклях.
Залучається в якості експерта в телевізійних передачах «Стосується кожного», «Говорить Україна», «Один за всіх».
Публікувався у «Вашингтон пост».

### Міжнародна діяльність
В 2018 році був запрошений до Сенату США щодо захисту прав журналістів.
10 грудня 2019 був запрошений до Брюселю, де в Брюссельському прес клубі брав участь в конференції з питань свободи слова та прав журналістів в Україні.
1 квітня 2019 був запрошений до Брюсселя на експертну зустріч щодо демократичного прогресу в Україні.

## Політичні переслідування
У зв'язку з участю в суспільно резонансних справах та справах з ознаками політичних переслідувань, з метою тиску на Андрія Доманського як на адвоката Генеральною прокуратурою був проведений ряд обшуків та розпочато кримінальне переслідування.
7 липня 2016 року був призначений обшук помешкання та офісу Андрія Доманського, який не відбувся через суспільний резонанс та через процесуальні порушення в ухвалі на проведення обшуку.
17 січня 2019 року вдома, в офісі та у помічника Андрія Доманського був проведений незаконний обшук.
5 квітня 2019 року Андрію Доманському вручена підозра по справі 2013 року, де він надавав правову допомогу.
10 травня 2019 року суд призначив Андрію Доманському запобіжний захід у вигляді застави.
В лютому 2020 року обвинувальний акт щодо Андрія Доманського переданий до суду.
12 квітня 2019 року Міжнародна комісія юристів (МКЮ) висловила занепокоєння відносно кримінального процесу проти адвоката Андрія Доманського та закликала українську владу відмовитися від будь-якого кримінального провадження, яке може бути наслідком ототожнення адвоката з його клієнтами, та забезпечити захист прав адвоката і його можливість продовжувати здійснювати свою професійну діяльність без неналежного втручання, залякування чи загроз.

## Нагороди
- Diploma in recognitionand certification of being an acadmic (ex officio) of Academy of Economic and Legal Sciences,
- Подяка від Спілки адвокатів України «За високий професіоналізм, активну участь у розбудові адвокатури України, сумлінність, відданість своїй справі та з нагоди професійного свята Дня адвокатури»,
- Подяка від Комітету захисту прав адвокатів Ради адвокатів київської області «За високу професійну майстерність, спрямовану на захист прав адвокатів, відданість професії, сприяння розвитку та зміцнення інституту адвокатури»,
- Подяка від Ради адвокатів київської області «За законом зобов'язані» краща радіопрограма адвоката",
- Подяка від Добровольчого Руху ОУН «За вагомий внесок у справу національно-визвольної боротьби»,
- Диплом від Ради адвокатів київської області «За адвокатський талант в професії та на сцені»,
- Почесна відзнака Національної асоціації адвокатів України (медаль),
- Почесна відзнака від номінаційного комітету Ради адвокатів київської області «ЗА ВІДДАНІСТЬ АДВОКАТСЬКІЙ ПРОФЕСІЇ»,
- Орден Української Православної Церкви Преподобних Антонія і Феодосія Печерських.